# توفيق الزايدي
توفيق الزايدي (1982م في المدينة المنورة، السعودية) كاتب ومخرج سينمائي سعودي، اُختير فيلمه الروائي الطويل الأول "نورة" في مهرجان كان السينمائي الدولي ضمن مسابقة "نظرة ما"، كما حصلت أفلامه على العديد من الجوائز منها: فوز فيلمه القصير الأول الجريمة الكاملة بجائزة أفضل مونتاج في مهرجان جدة السينمائي عام 2007، وفوز فيلم نورة بجائزة أفضل فيلم سعودي من مهرجان البحر الأحمر السينمائي الدولي 2023م. وجائزة تنويه خاص من مهرجان كان السينمائي الدولي، كذلك حصل توفيق على جائزة «الأفلام» من مبادرة الجوائز الثقافية الوطنية في دورتها الرابعة 2024.

## مسيرته الفنية
- بدأ عام 2006م في صناعة أفلامه الخاصة. شارك في العديد من المهرجانات الدولية والعربية باسم السعودية، حصلت أفلامه على العديد من الجوائز المحلية والعربية.
- في عام 2009 كتب وأخرج فيلم «الصمت» الفائز بجائزة أفضل فيلم خليجي ضمن مهرجان مسقط السينمائي الدولي، وعرض في أكثر من 20 دولة في العالم، وكذلك اختير من قبل المنظمة الأمريكية «نحن نحدث هنا» لعرضه ضمن مكتبتهم الخاصة.
- في عام 2010م، كتب وأخرج فيلم «خروج» الفائز بجائزتين من خلال مهرجان الفيلم السعودي وكذلك جائزة الإبداع الذهبي في مهرجان لبنان عام 2011.[6]
- في عام 2015 كتب وأخرج فيلم «الآخر» الذي يُجسد مٌبادرة من قبل مؤسسة الأمير محمد بن سلمان (مسك) لدعم وتشجيع المواهب،[7] وحصل على جائزة أفضل فيلم روائي في مهرجان أفلام الرياض عام 2016م، كذلك بنفس العام كتب وأخرج فيلم «أربع ألوان».

- في عام 2023، حصل فيلمه "نورة" على جائزة أفضل فيلم سعودي في مهرجان البحر الأحمر السينمائي الدورة الثالثة.
- في مايو 2024، اختير فيلم "نورة" للعرض في مهرجان كان السينمائي الدولي[8] ضمن مسابقة "نظرة ما"، وقد أنتج الفيلم بدعم من برنامج "ضوء" للأفلام من هيئة الأفلام التابعة لوزارة الثقافة السعودية، ومهرجان البحر الأحمر السينمائي الدولي، بالإضافة إلى فيلم العُلا.[9][10][11]

## أفلامه
- 2006: معنا من أجل السلام (فيلم وثائقي)
- 2007: الجريمة الكاملة (فيلم وثائقي)، حاز جائزة أفضل مونتاج في مهرجان جدة السينمائي.
- 2009: الصمت (فيلم روائي قصير)، حاز جائزة أفضل فيلم خليجي ضمن مهرجان مسقط السينمائي الدولي.[12]
- 2010: خروج (فيلم روائي قصير)، حاز جائزة مهرجان الأفلام السعودية، وجائزة الإبداع الذهبي في مهرجان لبنان عام 2011.[13]
- 2015: الآخر، حاز جائزة أفضل فيلم روائي في مهرجان أفلام الرياض عام 2016.[14]
- 2015: أربع ألوان (فيلم قصير).
- 2023: نورة، حصل على جائزة أفضل فيلم سعودي من مهرجان البحر الأحمر السينمائي الدولي (الدورة الثالثة) 2023، واُختير للعرض في مهرجان كان السينمائي ضمن مسابقة "نظرة ما" مايو 2024.[15]

## الجوائز
جائزة «الأفلام» من مبادرة الجوائز الثقافية الوطنية في دورتها الرابعة 2024.

## روابط خارجية
- توفيق الزايدي على موقع IMDb (الإنجليزية)